# Журбинцы (Казатинский район)
Журби́нцы (укр. Журбинці) — село на Украине, находится в Казатинском районе Винницкой области. Расположено на реке Раставице.
Код КОАТУУ — 0521482003. Население по переписи 2001 года составляет 705 человек. Почтовый индекс — 22151. Телефонный код — 4342.
Занимает площадь 4,27 км².
В селе действует храм апостола и евангелиста Иоанна Богослова Казатинского благочиния Винницкой епархии Украинской православной церкви.

## Адрес местного совета
22151, Винницкая область, Казатинский р-н, с.Журбинцы, ул.Калинина, 8